# Megaselia bicolor
Megaselia bicolor är en tvåvingeart som först beskrevs av Johann Wilhelm Meigen 1830.  Megaselia bicolor ingår i släktet Megaselia och familjen puckelflugor. Inga underarter finns listade i Catalogue of Life.